# Makettezés

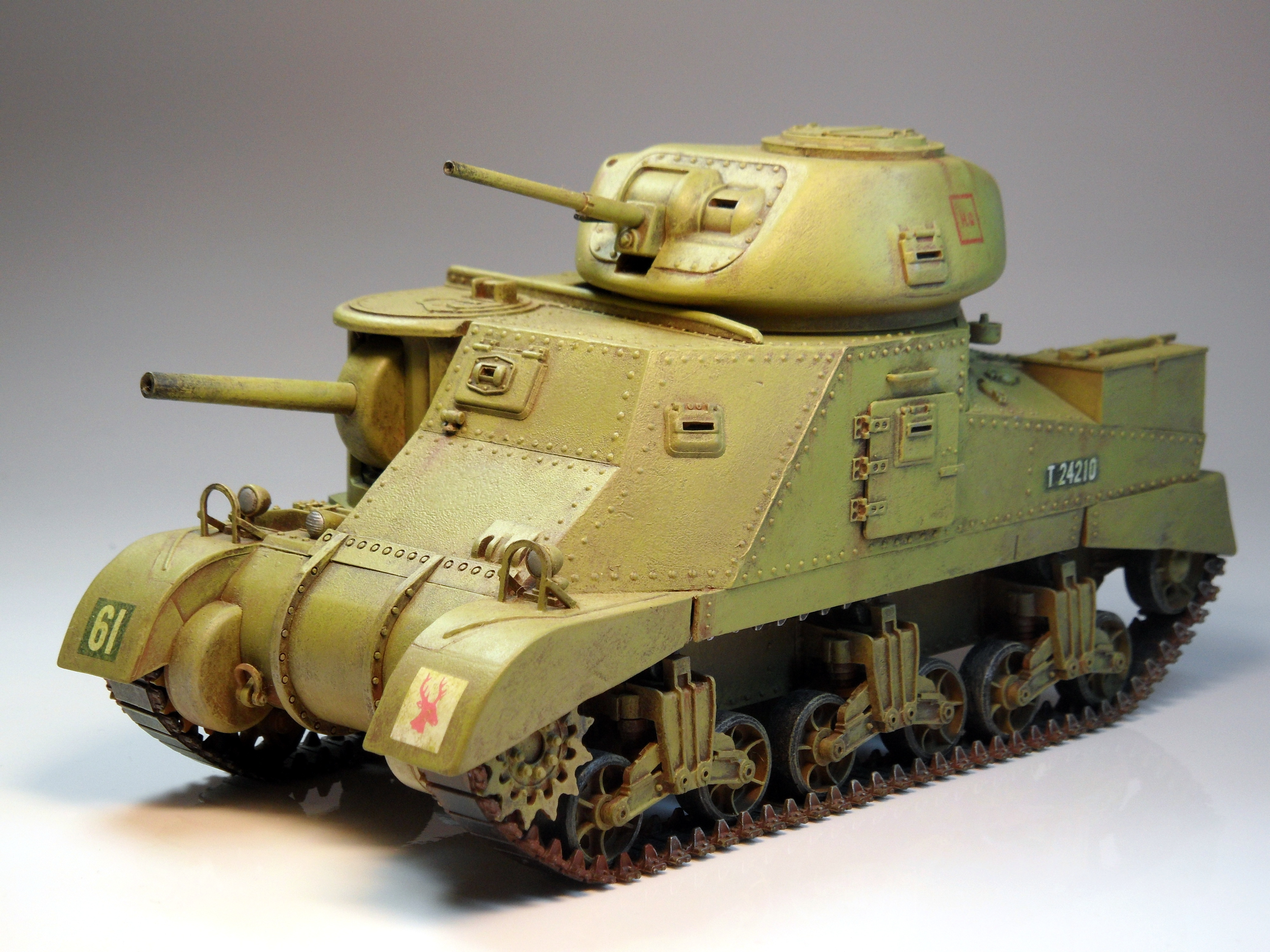
Egy második világháborús brit M3 Grant harckocsi 1:35-ös méretarányú makettje

A makettezés vagy makettkészítés egyedül vagy egyesületben végzett szabadidős hobbi. Emellett léteznek még – bár nem túl gyakoriak – makettek készítésére szakosodott cégek is.
Makettezés során a cél egy mesterséges vagy természetes, ritkábban képzeletbeli dolog, legtöbbször jármű, épület vagy emberalak pontos, kicsinyített másának megalkotása. A makettezés nem keverendő össze a modellezéssel, ahol a cél valamilyen jármű szintén kicsinyített, azonban működő másának megépítése. A makettkészítésnél nem cél a működőképesség, a hangsúly ehelyett az alapul szolgáló eredeti dolog külső megjelenésének minél pontosabb, valósághűbb, részletgazdagabb visszaadásán van.

## Makettkészletek
Bár akadnak olyanok is, akik saját tervek alapján, egyedi technikákkal, hétköznapi anyagokból építik meg makettjeiket – ez azonban elég ritka. A makettezés legáltalánosabb formája a játékboltokban vagy makettező szakboltokban, esetleg kiállításokon, versenyeken kapható ún. makett-készletek megvásárlása és otthoni összeépítése. Ezekben a dobozos készletekben fröccsöntött műanyag öntőkereteken található a számos apró alkatrész, amelyeknek a mellékelt építési útmutató alapján történő összeragasztása és festése a makettező fő tevékenysége. Emellett ezek a készletek általában tartalmaznak még úgynevezett (nem öntapadós) matricákat is: olyan előre elkészített, az építés végső szakaszában felhelyezendő jelzéseket (pl. számok, felségjelzések, jelek, feliratok, stb.), melyeket kézi festési módszerekkel nehéz vagy szinte lehetetlen volna felvinni.
A legnépszerűbb téma a makettezők körében talán a harci repülőgép és -jármű makettek, de mára számos más tématerületről is elérhetők készletek, így például mai vagy korabeli polgári közlekedési eszközök (autók, teherautók, utasszállító repülőgépek), versenyautók, vagy a Star Wars univerzum képzeletbeli űrsiklói, lépegetői.
A legelterjedtebb makett márkák Magyarországon a hazai disztribútoroknak köszönhetően a Revell ill. Italeri készletek. Ezek dobozai szinte minden játékbolt polcain megtalálhatók. Ezeken kívül persze még sok más márka is létezik, melyek leginkább makettező szaküzletekben lelhetők fel. Ilyenek például a Tamiya, Dragon, Hasegawa, Trumpeter, Airfix, Fujimi.

## Méretarányok
Egy makett fontos jellemzője a méretaránya, ami azt fejezi ki, hogy hányszor kisebb az eredetijénél. Így pl. egy 1:72-es (ejtsd: egyhetvenkettes) méretarányú repülőgépmakett minden mérete pont hetvenkettede az igazinak. Ezt úgy is el lehet képzelni, hogy a makett bármely 1 cm-es (alkat)része a valódi repülőn 72 cm hosszú. Minél nagyobb a méretarány kifejezésére használt szám (azaz amelyik a kettőspont után áll), annál kisebb egy ugyanazon eredetit ábrázoló makett.
A különböző méretarányok többnyire az angolszász mértékegységekből erednek. Így például 1:72-es méretben 1 hüvelyk (inch), 6 lábnak (feet) felel meg a valóságban. Figuráknál sokszor milliméterben adják meg a méretarányt. Például 54mm, ami azt jelenti, hogy egy átlagos testmagasságú ember (175 cm) ilyen magas lenne az adott méretarányban. A magasságot többnyire talptól a fejtetőig mérik, azonban nem minden esetben. Elterjedt a talp és a szemmagasság távolságának mérése is.
A makettezésben leggyakrabban alkalmazott méretarányok a következők
| 1:6           | figurák, leginkább csak mellszobrok, rádió távirányítású modellek                                     |
| 1:10          | valószínűleg a legelterjedtebb méretarány a nagy méretű teljes alakos figurák és mellszobrok esetében |
| 1:16 (120 mm) | elterjedt méretarány nagyobb figurák terén, harcjárművek                                              |
| 90 mm (1:18)  | leginkább történelmi figurák                                                                          |
| 1:24 (75 mm)  | főleg autók, kisebb méretű repülőgépek és figurák                                                     |
| 1:25          | autók, teherautók                                                                                     |
| 1:32 (54 mm)  | légi járművek (repülőgép, helikopter), a történelmi figurák közt legelterjedtebb méretarány           |
| 1:35          | harcjárművek legnépszerűbb méretaránya, kiegészítők, figurák                                          |
| 1:48          | főleg repülő, de elterjedtek a harcjárművek is ebben a méretarányban                                  |
| 28 mm (1:58)  | táblás harci játékok (wargame), mint például a Warhammer 40 000                                       |
| 1:72 (25 mm)  | a legelterjedtebb repülő méretarány, de harcjárművek és figurák is népszerűek ebben a méretben        |
| 1:87          | a modellvasutak legismertebb méretaránya (H0)                                                         |
| 1:100 (15 mm) | táblás harci játékok (wargame), valamint a japán Gundam robotok kedvelt méretaránya                   |
| 1:144         | polgári és kisebb részben katonai repülők, hajók, valamint a Gundam robotok másik kedvelt méretaránya |
| 1:350         | legnépszerűbb méretarány a tengeri témák esetében                                                     |
| 1:700-720     | nagyobb méretű hadihajók, tengeralattjárók                                                            |

Természetszerűleg a nagyobb dolgok, mint például egy hadihajó, makettjeit szokás nagyobb méretarányban (azaz kisebb méretben) forgalomba hozni, hogy még kezelhető méretű, egyúttal kellő részletességgel megépíthető legyen. Ennek ellenére például az Amerikai Haditengerészet USS Nimitz (CVN-68) repülőgéphordozója 1:720-as méretarányban is egy majdnem 50 cm-es makettet jelent. Hasonló az oka annak is, hogy a harcjármű és repülőgép makettek elsősorban az 1:32 és 1:72 méretarányok között a legelterjedtebbek.
A méretarányok részletes felsorolása megtalálható a róluk szóló angol Wikipédia-cikkben.

## Eszközök
Egy makett megépítése során számos eszközre szükségünk lehet az alkatrészek kivágásától a festésükig. A leggyakoribbak:
- vágás: kés, tapétavágó, hobbiszike, csípőfogó
- csiszolás: fémreszelő, különböző durvaságú csiszolópapírok
- ragasztás: oldószeres műanyagragasztó, pillanatragasztó
- festés: különféle méretű ecsetek, festékszóró pisztoly és kompresszor